# Pherne sperryi
Pherne sperryi är en fjärilsart som beskrevs av Mcdunnough 1938. Pherne sperryi ingår i släktet Pherne och familjen mätare. Inga underarter finns listade i Catalogue of Life.